# Brandeburgo
Brandeburgo o Brandemburgo (en alemán: Brandenburg, pronunciado /ˈbʁandn̩bʊʁk/ⓘ; en bajo alemán: Brannenborg) es uno de los 16 estados federados de Alemania. Está ubicado en el este del país y es uno de los cinco Bundesländer en el territorio de la antigua República Democrática Alemana. Brandeburgo rodea a la capital del país, Berlín, pero no la incluye. Su capital es Potsdam.

## Historia
Al final del Medievo y a comienzos de la Era Moderna, Brandeburgo fue uno de los siete electorados (Kurfürstentümer, singular Kurfürstentum) del Sacro Imperio Romano Germánico, y junto con Prusia formaron la base original del Segundo Reich o Imperio alemán, que se fundó el 18 de enero de 1871 y que fue el primer Estado nacional unificado alemán. Berlín, futura capital alemana, se encontraba dentro del territorio de Brandeburgo. Desde 1412 Brandeburgo, y posteriormente Brandeburgo-Prusia, fueron dominados por los duques de Hohenzollern, quienes se coronaron en la ciudad de Königsberg (actualmente Kaliningrado) como reyes de Prusia. Después de 1618 el margraviato de Brandeburgo y el ducado de Prusia se combinaron para formar Brandeburgo-Prusia, que fue gobernada por la misma familia de los Hohenzollern. En 1701 el Estado fue elevado a reino de Prusia. Fueron decisivos para alcanzar ese estado Núremberg y Ansbach en Franconia, Hohenzollern suabo, las conexiones europeas orientales de Berlín y el estatus del gobernante de Brandeburgo como príncipe elector.

### Alta Edad Media
Brandeburgo se encuentra en el territorio conocido en la antigüedad como Germania Magna, que alcanzaba hasta el Vístula. Se cree que hacia el siglo VII ya se habían asentado pueblos eslavos en la región de Brandeburgo. Los eslavos avanzaron desde el este, posiblemente empujados de sus tierras natales en lo que hoy es Ucrania y quizá Bielorrusia por las invasiones de los hunos y los ávaros. Confiaban sobre todo en el transporte fluvial. Los dos principales grupos eslavos en lo que hoy en día es Brandeburgo fueron los hevelios en el oeste y los esprevanos en el este.
Desde principios del siglo X, Enrique el Pajarero y sus sucesores conquistaron territorios hasta el río Óder. Asentamientos eslavos como Brenna (Brandenburg an der Havel), Budusin (Bautzen) y Chośebuz (Cottbus) pasaron a dominio imperial a través de la instalación de margraves. Su principal función era defender y proteger las marcas orientales. En 948 el emperador Otón I estableció margraves que ejercieron el control imperial sobre los eslavos paganos al oeste del Óder. Otón fundó los obispados de Brandeburgo y Havelberg. La Marca del Norte se creó como un territorio fronterizo en el noreste del Sacro Imperio Romano Germánico. Sin embargo, un gran alzamiento de wendos expulsó a las fuerzas imperiales del territorio que actualmente es Brandeburgo en 983. La región volvió a manos de líderes eslavos.

### Baja Edad Media
En el siglo XII, los reyes y emperadores alemanes otonianos restablecieron el control sobre estas tierras con población mixta eslava, aunque algunos eslavos, como los sorbios en Lusacia, se adaptaron a la germanización mientras conservaban sus señas de identidad. La Iglesia católica llevó obispos que, con sus ciudades amuralladas, protegían a los ciudadanos de los ataques. Con los monjes y los obispos, comenzó la historia de la ciudad de Brandeburgo an der Havel, que fue el primer centro del estado de Brandeburgo.
En 1134, al empezar una cruzada alemana contra los wendos, el magnate alemán Alberto el Oso recibió la Marca del Norte de manos del emperador Lotario III. Formalmente heredó la ciudad de Brandeburgo y las tierras de los hevelios de su anterior gobernante wendo, Pribislav, en 1150. Después de aplastar una fuerza de esprevanes que ocupaban la ciudad de Brandeburgo hacia 1150, Alberto se proclamó gobernante del nuevo margraviato de Brandeburgo. Alberto y sus descendientes ascanios hicieron entonces un progreso considerable al conquistar, colonizar, cristianizar y cultivar tierras al este, llegando hasta el Óder. Dentro de esta región, los residentes eslavos y alemanes se casaron entre sí. Durante el siglo XIII, los ascanios empezaron a adquirir territorio al este del Óder, lo que más tarde se conocería como la Neumark (véase también Altmark).
En 1320, la línea ascania de Brandeburgo se extinguió, y desde 1323 hasta 1415 Brandeburgo estuvo bajo el control de los Wittelsbach de Baviera, seguidos por la dinastía Luxemburgo. Bajo los Luxemburgo, el margrave de Brandeburgo obtuvo el estatus de príncipe elector del Sacro Imperio Romano Germánico. En el período 1373-1415, Brandeburgo fue parte de las Tierras de la Corona Bohemia. En 1415, el Electorado de Brandeburgo fue entregado por el emperador Segismundo a la Casa de Hohenzollern, que lo gobernaría hasta el final de la Primera Guerra Mundial. Los Hohenzollern establecerían su capital en Berlín, para entonces centro económico de Brandeburgo.

### SiglosXVIyXVII

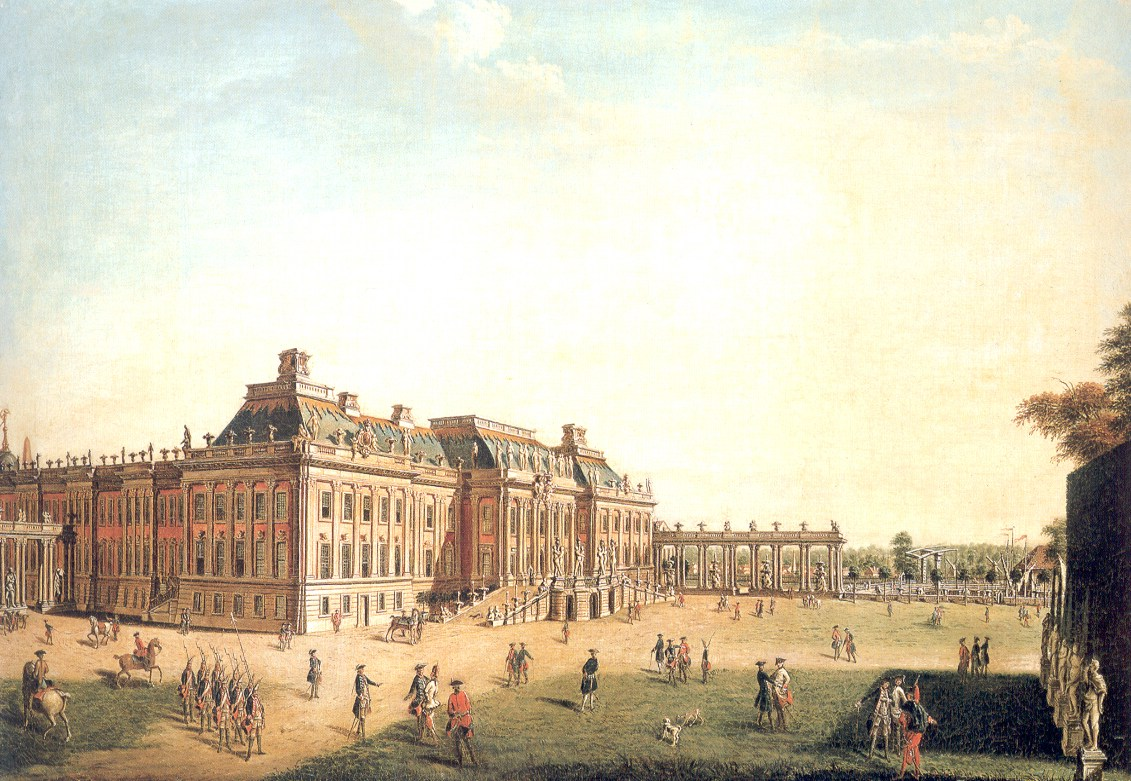
Palacio de la ciudad de Potsdam, segunda residencia oficial del Kaiser. El edificio fue destruido en el periodo de la RDA.

En 1539 llega la Reforma protestante a Brandeburgo: El príncipe elector Joaquín II Héctor se convirtió el 1 de noviembre de 1539 en la iglesia de St. Nicolai de Spandau al luteranismo. Brandeburgo fue uno de los Estados germanos que se convirtieron al protestantismo en el auge de la Reforma protestante y continuó siéndolo mientras la dinastía se expandía a través de sus territorios al incluírsele el Ducado de Prusia en 1618. Hasta 1773 no existió ninguna Iglesia católica en Brandeburgo-Prusia.

En general, Brandeburgo prosperó en el siglo XVI, con la expansión del comercio a lo largo del Elba, el Havel y el Spree. Los Hohenzollern ampliaron su territorio a través de gobiernos conjuntos desde 1577 y adquirieron el ducado de Prusia en 1618, el ducado de Cléveris (1614) en Renania, y territorios en Westfalia. El resultado de dichos movimientos resultaría en ampliar la extensión de la nación prusiana, pero a costa de una tremenda discontinuidad territorial. Inicialmente dicha nación sería conocida como Brandeburgo-Prusia, y en su inicio nunca estuvo en condiciones de defenderse militarmente durante la guerra de los Treinta Años.

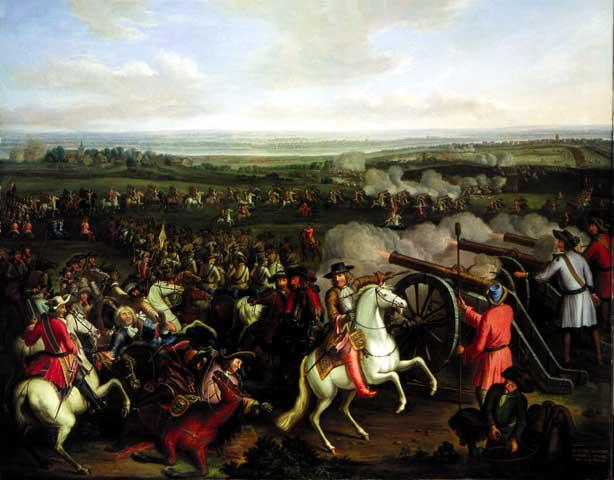
Victoria de Brandeburgo sobre fuerzas suecas en la batalla de Fehrbellin en 1675

Después de la devastadora guerra de los Treinta Años (1618-1648), Brandeburgo disfrutó de una serie de gobernantes eficientes, que le llevaron para esa época a ser una de las grandes potencias de Europa. El primero de esos gobernantes fue Federico Guillermo I, también llamado «el Gran Elector», quien trabajó para reconstruir y consolidar la nación. Trasladó la residencia real a Potsdam. Con el Edicto de Potsdam abrió las fronteras para los perseguidos hugonotes durante el gobierno de Luis XIV de Francia. En el tratado de Westfalia, su enviado Joachim Friedrich von Blumenthal negoció la adquisición de varios territorios importantes como Halberstadt. Bajo el tratado de Oliva Christoph Caspar von Blumenthal (hijo del anterior) negoció la incorporación del ducado de Prusia a la heredad Hohenzollern.

### Reino de Prusia e Imperio alemán

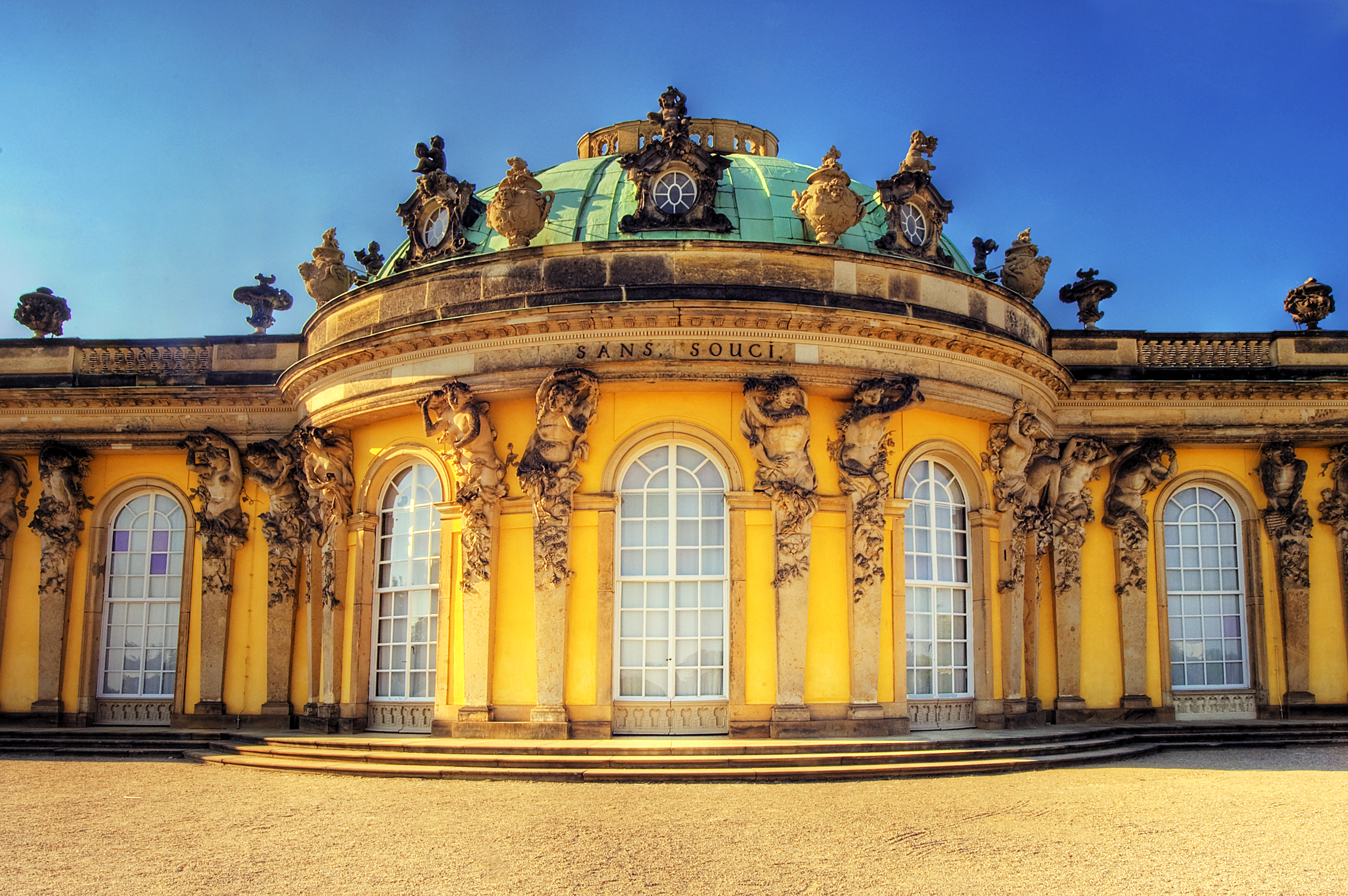
Palacio de Sanssouci en Potsdam, el antiguo palacio de verano de Federico el Grande, hoy un lugar Patrimonio de la Humanidad

Cuando Federico Guillermo murió en 1688, su hijo Federico le sucedió como Federico III en Brandeburgo. Como las tierras que anexionó para Prusia estaban fuera de los límites del Sacro Imperio, Federico asumió (como Federico I) el título de "Rey en Prusia" el 18 de enero de 1701, con el permiso del emperador Leopoldo I del Sacro Imperio Romano Germánico.

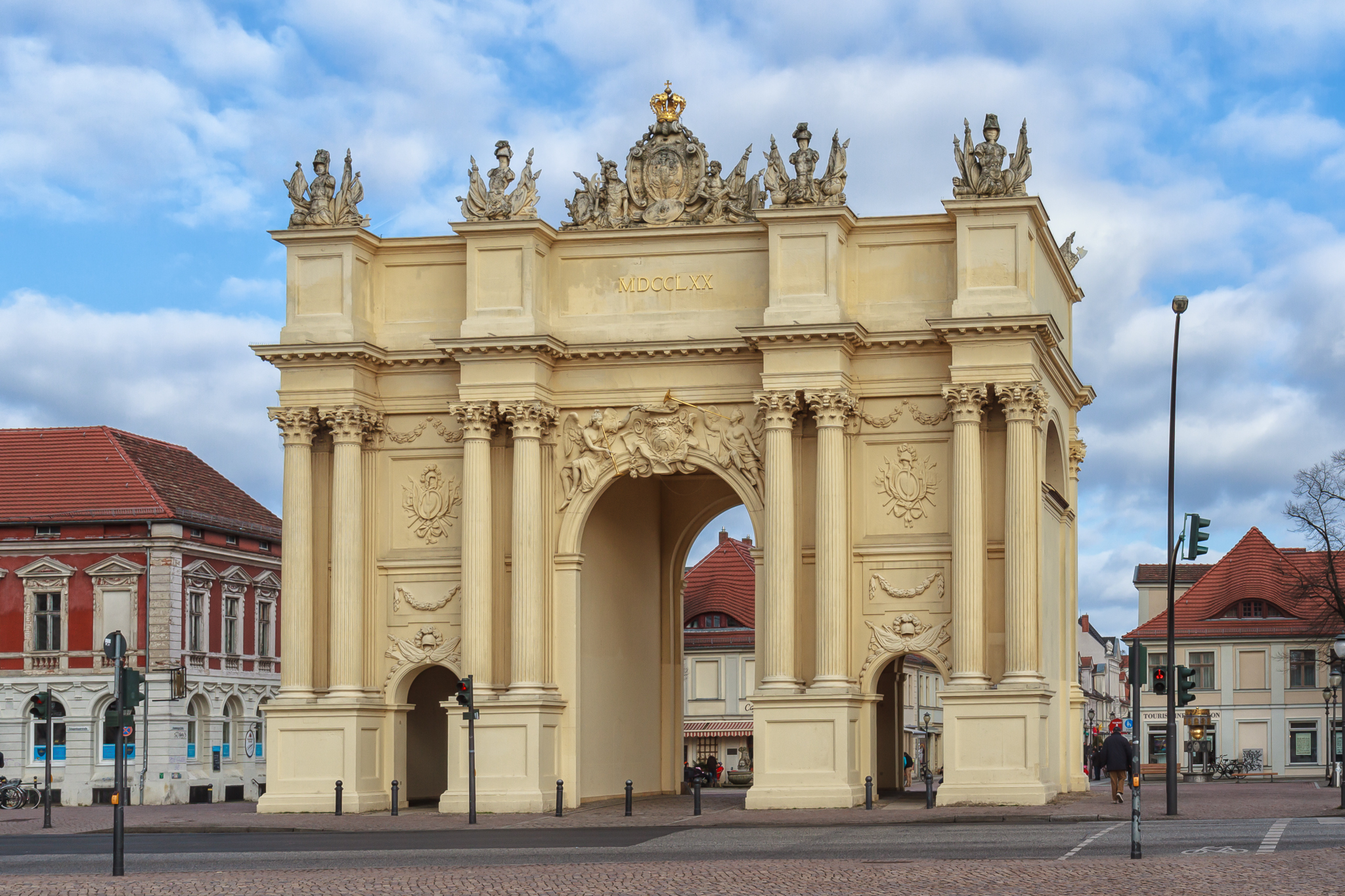
Puerta de Brandeburgo en Potsdam.

Aunque esta autopromoción de margrave a rey se basaba en su título del ducado de Prusia, Brandeburgo aún continuaba siendo la parte más importante del reino. Sin embargo, este estado combinado era conocido habitualmente como Brandeburgo-Prusia, y luego como Reino de Prusia. Brandeburgo siguió siendo el corazón del reino de Prusia, y el lugar donde estaban las capitales del reino, Berlín y Potsdam.
Tras el hundimiento del Sacro Imperio en 1806 y las guerras napoleónicas, el Reino de Prusia fue subdividido en provincias (1815) y el antiguo electorado de Brandeburgo se convirtió en la provincia de Brandeburgo, de nuevo subdividida en las regiones gubernativas de Fráncfort y Potsdam. En 1881 la ciudad de Berlín fue separada de la provincia de Brandeburgo. Sin embargo, las ciudades industriales alrededor de Berlín quedaban dentro de Brandeburgo, y el crecimiento de la economía industrial de la región llevó a un incremento de la población de la provincia.
En 1925 Brandeburgo tenía un área de 39.039 km² y unos 2,6 millones de habitantes. Tras la Segunda Guerra Mundial, la región de Neumark, en la parte oriental de Brandeburgo que quedaba al este de la línea Óder-Neisse, se la anexionó Polonia y su población nativa alemana fue expulsada para que se pudiera crear la nueva república socialista de Polonia, que por su parte tenía que ceder territorio a la Unión Soviética. El resto de la provincia se convirtió en un estado en la zona de ocupación soviética cuando Prusia fue disuelta por decreto del Consejo de Control Aliado por los cuatro países vencedores de la Segunda Guerra Mundial el 27 de febrero de 1947.

### Alemania Oriental
Desde la fundación de Alemania Oriental en 1949, Brandeburgo fue uno de sus estados, que fue disuelto en 1952 por el gobierno socialista de Alemania Oriental, acabando con los estados que la componían. El gobierno de Alemania del Este dividió entonces Brandeburgo entre varios Bezirke (singular Bezirk) o distritos. La mayor parte de Brandeburgo quedó dentro del Bezirk de Cottbus, Fráncfort o Potsdam, pero partes de la antigua provincia pasaron a los distritos de Schwerin, Neubrandenburg y Magdeburg (ciudad Havelberg). Alemania Oriental se basaba mayormente en el lignito (el grado más bajo de carbón) como una fuente de energía, y las minas de lignito dañaron zonas del sudeste de Brandeburgo. Las ciudades industriales alrededor de Berlín fueron importantes para la economía de la Alemania Oriental, mientras que el Brandeburgo rural siguió siendo en gran medida agrícola.

### República Federal de Alemania
El actual estado federado de Brandeburgo fue restablecido el 3 de octubre de 1990 con la reunificación alemana. El parlamento (Landtag) de Brandeburgo se reunió por vez primera el 26 de octubre de 1990. Como en otros lugares de la Alemania Oriental, la falta de una infraestructura moderna y la exposición a la economía de mercado de la Alemania Occidental llevaron a dificultades económicas y paro. En años recientes, sin embargo, la infraestructura de Brandeburgo se ha modernizado y el paro ha descendido poco a poco.
Desde entonces varios entusiastas han lanzado el proyecto para fusionar los Bundesländer de Berlín y Brandeburgo con el nombre de «Berlín-Brandeburgo», aunque algunos sugirieron como nuevo título «Prusia». En un referendo celebrado en 1996, la mayoría de los habitantes (de Berlín Este y Brandeburgo) se pronunciaron en contra de la fusión de los dos estados federados, mientras que los de la antigua Berlín Oeste lo hicieron a favor.

## Administración
| Brandeburgo está dividido en catorce distritos | Brandeburgo está dividido en catorce distritos | Landkreise en Brandeburgo. |
| 1. Barnim (BAR) 2. Dahme-Bosque del Spree (LDS) 3. Elba-Elster (EE) 4. Havelland (HVL) 5. Märkisch-Oderland (MOL) 6. Alto Havel (OVH) 7. Alto Bosque del Spree-Lusacia (OSL)                                                                   | 1. Oder-Spree (LOS) 2. Prignitz Oriental-Ruppin (OPR) 3. Potsdam-Mittelmark (PM) 4. Prignitz (PR) 5. Spree-Neiße (SPN) 6. Teltow-Fläming (TF) 7. Uckermark (UM) | Landkreise en Brandeburgo. |
| Existen además cuatro ciudades independientes (kreisfreie Städte), no incluidas en ningún distrito: 1. Brandeburgo (ciudad) (Brandenburg an der Havel) (BRB) 2. Cottbus (CB) 3. Fráncfort del Óder (Frankfurt an der Oder) (FF) 4. Potsdam (P) | | Landkreise en Brandeburgo. |

## Política

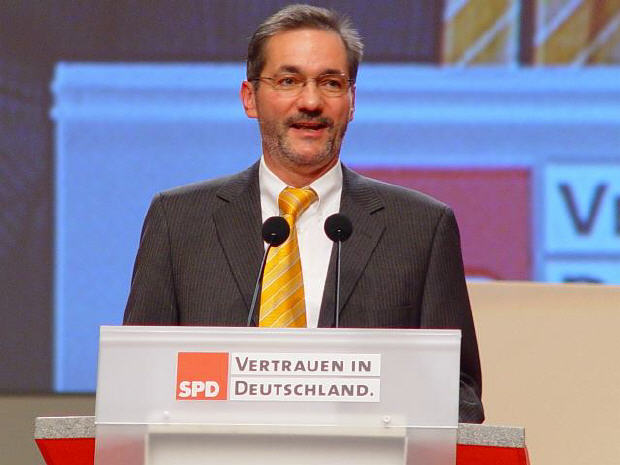
Matthias Platzeck, ministro presidente de Brandeburgo entre 2002 y 2013.

Lista de ministros presidentes de Brandeburgo:
- 1947-1949: Karl Steinhoff (SED, anteriormente SPD)
- 1949-1952: Rudolf Jahn (SED)
- 1990-2002: Manfred Stolpe (SPD)
- 2002-2013: Matthias Platzeck (SPD)
- 2013-actualidad: Dietmar Woidke (SPD)

## Geografía
Brandeburgo limita al norte con el estado federado de Mecklemburgo-Pomerania Occidental, al este con el río Óder y con Polonia, al sur con el estado de Sajonia y al oeste con los estados de Sajonia-Anhalt y de Baja Sajonia. Cabe destacar que limita en su interior con la capital del país, Berlín, conteniéndola a modo de isla terrestre.
El río Óder forma el límite oriental del estado y de Alemania con Polonia, y el río Elba constituye una parte del límite occidental de Brandeburgo. Los principales ríos dentro del territorio son el Spree y el Havel. Al sudeste se encuentra la región húmeda denominada Spreewald.
Es en la región de Cottbus, en el sudeste de Brandeburgo, donde reside una parte de la población sorbia o sóraba; la región es bilingüe, ya que conservan su propia lengua.

### Áreas protegidas
A Brandeburgo se la conoce por su política de protección de la naturaleza y su ambiciosa política de protección del medio ambiente de la década de 1990. Con ese cambio 15 zonas grandes fueron declaradas «protegidas», cada una de las cuales tiene un financiamiento estatal y guardaparques, quienes guían a los visitantes y se ocupan de la protección del medio.
- Parque nacional

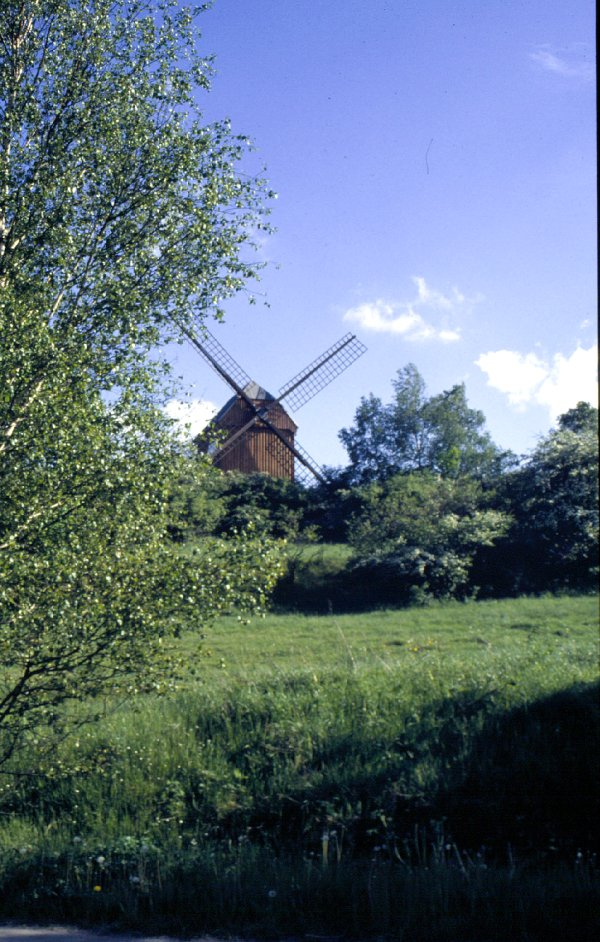
Molino en el parque natural Gran Fläming.

  - Parque nacional Unteres Odertal (106 km²)

- Reservas de Biosfera
  - Spreewald (474 km²)
  - Schorfheide-Chorin (1291 km²)
  - Paisaje fluvial Elbe - Brandenburg (533 km²)

- Parques Naturales
  - Parque natural Barnim (750 km²)
  - Parque natural Dahme-Heideseen (594 km²)
  - Parque natural Hoher Fläming (827 km²)
  - Parque natural Märkische Schweiz (204 km²)
  - Parque natural Niederlausitzer Heidelandschaft (490 km²)
  - Parque natural Niederlausitzer Landrücken (580 km²)
  - Parque natural Nuthe-Nieplitz (623 km²)
  - Parque natural Schlaubetal (225 km²)
  - Parque natural Uckermärkische Seen (895 km²)
  - Parque natural Westhavelland (1315 km²)
  - Parque natural Stechlin-Ruppiner Land (1080 km²)

## Cultura

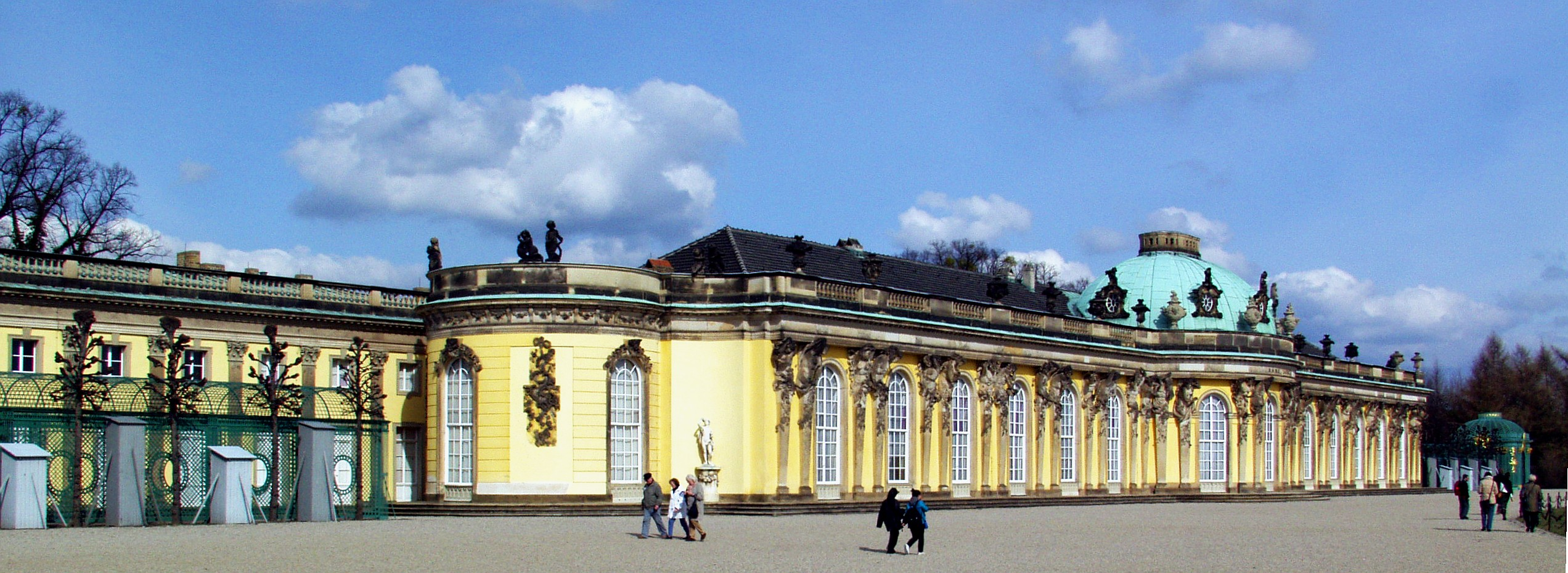
Palacio de Sanssouci, en Potsdam.

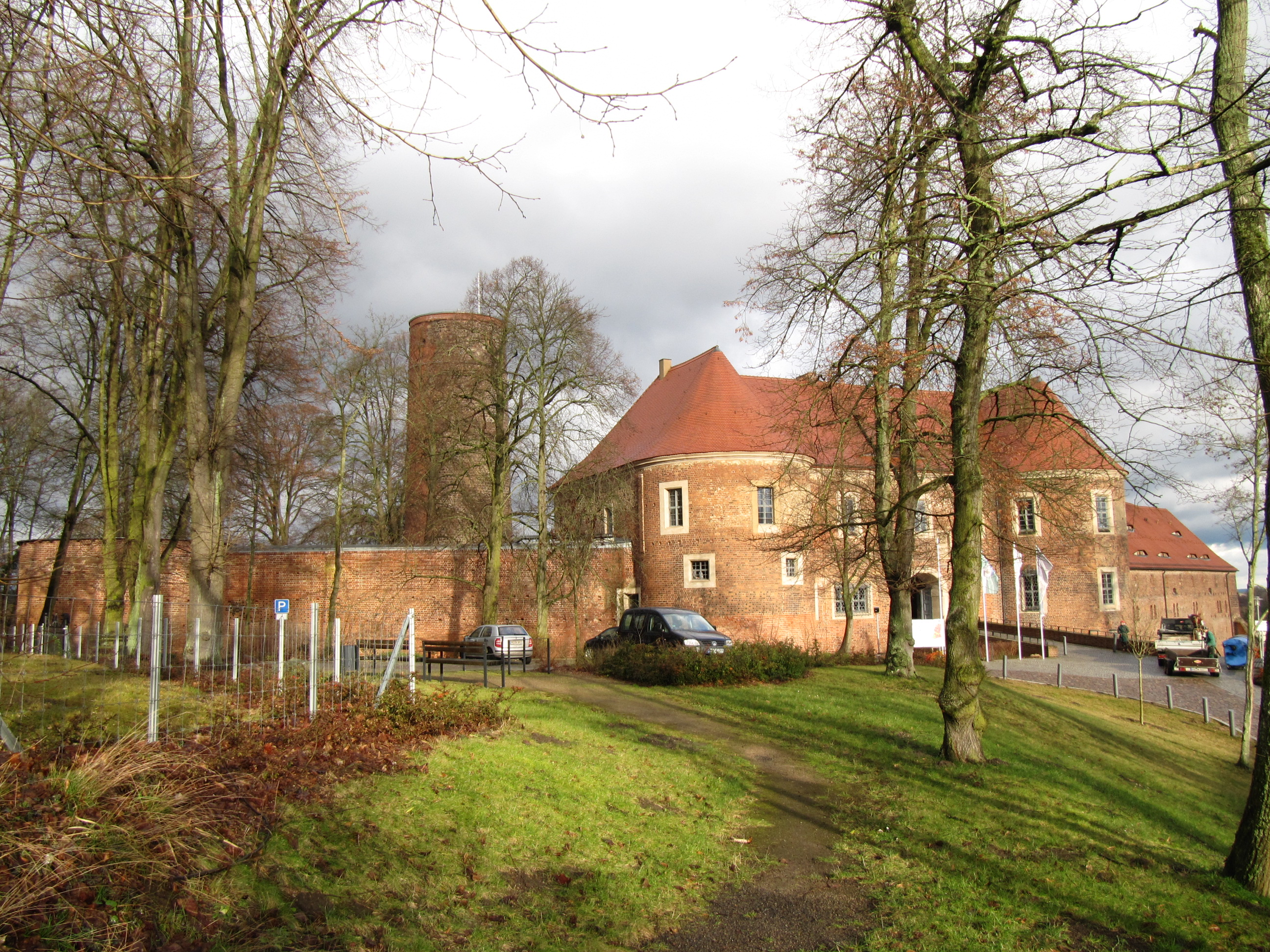
Castillo de Eisenhardt en Bad Belzig

Una particularidad de Brandeburgo son sus típicas construcciones de ladrillo cocido.
En 1990, la Unesco declaró Patrimonio de la Humanidad al parque del palacio de Sanssouci, en Brandeburgo.
El principal equipo de fútbol de Brandeburgo es el Energie Cottbus.

### Religión
- Iglesia evangélica: En 2018 la Iglesia evangélica tenía 367 584 miembros en Brandeburgo, el 14,6 % de la población total.[13] (Ver también Iglesia evangélica en Alemania.)
- Iglesia católica: En 2018 la Iglesia católica tenía 90 208 miembros en Brandeburgo, el 3,6 % de la población total.[13] (Ver también Iglesia católica en Alemania.)
- Islam: No hay estadísticas oficiales sobre los musulmanes en Brandeburgo. Según estimaciones de un estudio con datos de 2008, solamente el 0,1 % de los musulmanes en Alemania vive en Brandeburgo.[14] La organización no gubernamental Aktionsbündnis gegen Gewalt, Rechtsextremismus und Fremdenfeindlichkeit Brandenburg (Alianza Contra Violencia, Extremismo de Derecha y Xenofobia Brandeburgo) escribe en su sitio web (sin dar un año) que hay unos 6 000 musulmanes en Brandeburgo.[15] (Ver también Islam en Alemania.)
- Judaísmo: Según un artículo del diario Der Tagesspiegel de 2019, hay unos 2 000 judíos en Brandeburgo, siendo las ciudades de Potsdam y Cottbus las que tienen congregaciones con más miembros.[16] En 2020, la asociación en la que se organizan las congregaciones judías en Brandeburgo escribe en su sitio web que cuenta con unos 1 200 miembros en seis congregaciones, que se encuentran en las ciudades de Potsdam, Cottbus, Fráncfort (Oder), Königs Wusterhausen, Oranienburg y Bernau bei Berlin.[17] (Ver también Judaísmo en Alemania.)